# Metaphycus annulipes
Metaphycus annulipes is een vliesvleugelig insect uit de familie Encyrtidae. De wetenschappelijke naam is voor het eerst geldig gepubliceerd in 1882 door Ashmead.